# Šang
Šang (čínsky pchin-jinem Shāng, znaky 商), pro druhou část období je též používán název Jin (čínsky pchin-jinem Yīn, znaky 殷) je první čínský historický stát a dynastie. Předcházela mu legendární dynastie Sia, následoval stát dynastie Čou. Rozkládal se v severočínské nížině.
Tato dynastie je v Číně první, z níž se dochovaly písemné záznamy, a to především záznamy věšteb na zvířecích kostech a želvích krunýřích. Vládla v dnešní severovýchodní Číně v údolí řek Chuang-che a Jang-c’-ťiang přibližně od roku 1600 př. n. l. do roku 1046 př. n. l.. Šangská společnost byla otrokářská a ovládala různé technologie, především výrobu hedvábí a bronzu. V náboženství měl hlavní úlohu kult předků, spojený s věštěním a lidskými oběťmi. Šangský stát zanikl, když vypuklo povstání proti tyranské vládě jeho posledního vládce Ti Sina, vedené Wu-wangem, vládcem státu Čou. Nejspíše roku 1046 př. n. l. byli Šangové poraženi v bitvě u Mu-jie a na jejich místo nastoupili Čouové.

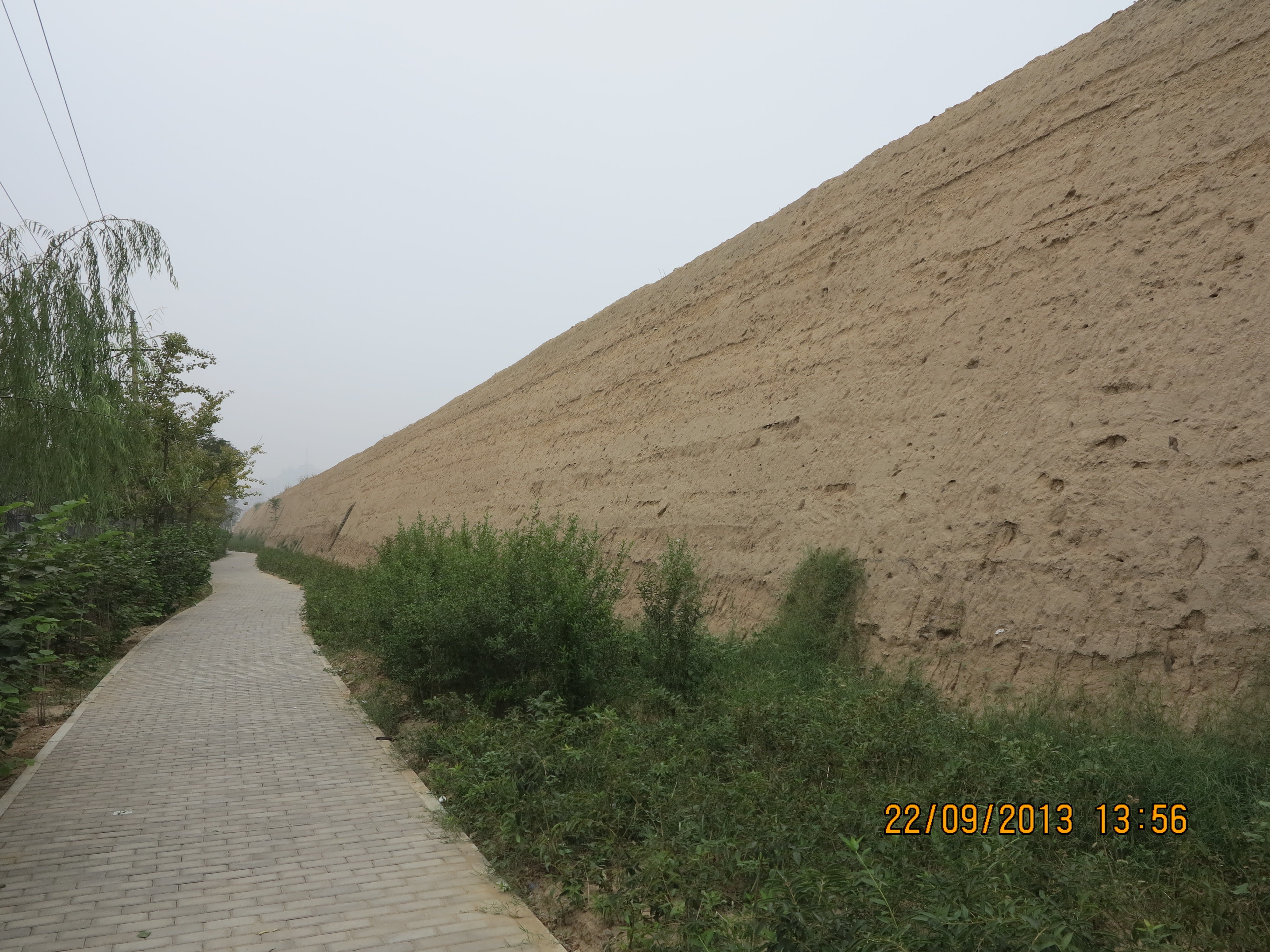
Ruiny městských zdí z Čeng-čou, jednoho z hlavních sídel dynastie Šang. Město dosahovalo největšího významu v letech 1630 př. n. l. až 1400 př. n. l..

Mezi hlavní sídelní města vládců z dynastie Šang patřily Čeng-čou a An-jang.

## Historie
K základním pracím tradiční čínské historiografie píšícím o Šanzích patří Kniha dokumentů, Bambusové anály a Zápisky historika. Podle tradiční chronologie založené na výpočtech chanského historika Liou Sina († 23 n. l.) šangský stát existoval v letech 1766–1122 př. n. l., v případě Bambusových análů ze „současného“ textu plynou data 1556–1046 př. n. l., podle „starého“ textu dynastie šang trvala do roku 1027 př. n. l. Čínští historikové v Chronologickém projektu Sia-Šang-Čou na přelomu 20. a 21. století stanovili období vlády Šangů na cca 1600 – 1046 př. n. l.
Šangský stát je nejstarší čínský stát známý z písemných záznamů, který je doložen archeologickými vykopávkami. Nalezeno bylo šangské hlavní město Jin (u moderního An-jangu), kde archeologové odhalili jedenáct velkých královských hrobek, základy paláců a obřadních míst, v nichž byly nalezeny zbraně a zbytky lidských i zvířecích obětí. Nalezeny byly desetitisíce předmětů z bronzu, nefritu, kamene, kostí a keramiky.
V An-jangu byly nalezeny nejstarší doklady čínského písma, vesměs nápisy na věštebných kostech – želvích krunýřích, hovězích lopatkách nebo jiných kostech. Během 20. a 30. let archeologové v první vlně nálezů vykopali na 20 tisíc nápisů na kostech a od té doby čtyřikrát více. Nápisy umožnily osvětlit mnohé stránky života šangské společnosti.